# العصر الحجري الوسيط في مصر

## العصر الحجري الوسيط في مصر
تسمى الثقافة السبيلية نسبة آلة موقع السبيل في كوم اسبو حيث عثر عام 1923 من قبل فيجنارد على مجموعة من الأدوات الصوانية وكانت على سطح الأرض وقام باجراء حفريات كشف عن 3 سويات أطلق عليها :
سبيل 1+2 =نسبة إلى العصر الحجري القديم الأعلى 
سبيل 3 = نسبة إلى العصر الحجري الوسيط
تميزت بالادوات القزمية التي ارخت إلى (18000 - 7000)قبل الميلاد

## الثقافة الاسناوية
توجد ثقافة أخرى تسمى (الاسناوية) نسبة إلى موقع اسنا وتميزت بالشظايا القزمية 
الثقافتان (السبيلية+الاسناوية) اعتمدوا على الصيد والجمع والاقتصاد ولم يكن يعرف الزراعة واعتمد على الثمار البرية

## الحضارة المنشاوية
كانت معاصرة للحضارة الاسناوية وتميزت بالادوات القزمية امتدت على وادي النيل والسودان ويعتقد أن السكان سكنوفي بيوت اقرب إلى الأكواخ ولم يكن يوجد استقرار ولم توجد مدافن

## النوبة السودانية
وجدت صناعات تسمى (الحلفاوية) نسبة إلى وادي حلفا في السودان وتميز بالنصال والأدوات القزمية وتميزت باستمرارها بتصنيع الأدوات على الطريقة الليفلوازية
ويعتقد أن هذه الثقافة من أصول غير محلية وانها كانت من الخارج

## منطقة حلوان
منطقة حلوان عثر على أدوات قزمية الشكل وهلالية الشكل 
واعتمدوا على الصيد والجمع والالتقاط وكانو يعيشون بالقرب من نهر النيل وكانو يصيدوا الحيوانات البرية والمائية
مع نهاية العصر الحجري الوسيط في مصر يبدأمرحلة العصر الحجري الفخاري أ